# De rust (rode kar)
De rust (rode kar)  (Italiaans: Il riposo (carro rosso)) is een schilderij van Giovanni Fattori uit 1887. Sinds 1937 maakt het deel uit van de collectie van de Pinacoteca di Brera in Milaan. Fattori zelf beschouwde De rust als een van zijn beste werken.   

## Voorstelling
De rust toont een landelijk tafereel op een hete zomermiddag in de Toscaanse Maremma. Op de voorgrond domineren twee imposante ossen de compositie, waarbij de kracht van het Maremmana-ras wordt benadrukt. Aan de rechterkant steekt een rode kar prominent af. Een ploeg die aan de kar is vastgemaakt, ligt ongebruikt op de grond. Links zit een boer met zijn handen op zijn knieën te rusten. Hij draagt eenvoudige kleding, een zakdoek om zijn nek en een breedgerande hoed. Op de voorgrond bestaat het landschap uit zonverbrand, geelachtig gras. In de verte is de kalme zee te zien onder een lucht met witachtige wolken. De algehele sfeer is er een van absolute onbeweeglijkheid en diepe stilte, kenmerkend voor het heetste deel van een zomerdag.   
Fattori's schilderij is een goed voorbeeld van de Macchiaioli-stijl, gekenmerkt door het gebruik van brede kleurvlakken (macchia) om vormen en volumes te definiëren zonder duidelijke contouren. Deze beweging verzette zich tegen de academische kunst en pleitte voor directe observatie, met nadruk op levendige contrasten van licht en schaduw. Het gebruik van pure kleuren komt naar voren in het opvallende rood van de kar. Het schilderij heeft een langwerpig panoramisch formaat, veelvoorkomend in Macchiaioli-landschappen, omdat het geschikt is voor uitgestrekte horizonten.
De opmerkelijke compositie die de rode kar vanuit een laag gezichtspunt laat zien en deels buiten het schilderij laat vallen, wijst op de invloed van Japanse prenten. De ossen worden zo tot centrale hoofdrolspelers verheven als symbolen van de natuur, waarvan ook de mens onderdeel uitmaakt. Hoewel het kleurpalet niet heel levendig is, brengen de roodbruine, geelbeige en grijsachtig witte tinten, aangevuld met het blauw van de zee, de hitte van een zomerdag goed over.

## Herkomst
Het schilderij werd voltooid in 1887 en in dat jaar tentoongesteld op de Nationale Tentoonstelling in Venetië. Na de tentoonstelling kocht Riccardo Gualino, een van de belangrijkste verzamelaars van Italië, het werk voor zijn collectie. In 1937 wist directeur Ettore Modigliani het te verwerven voor de Pinacoteca di Brera.